# アルファロメオ・B.A.T.

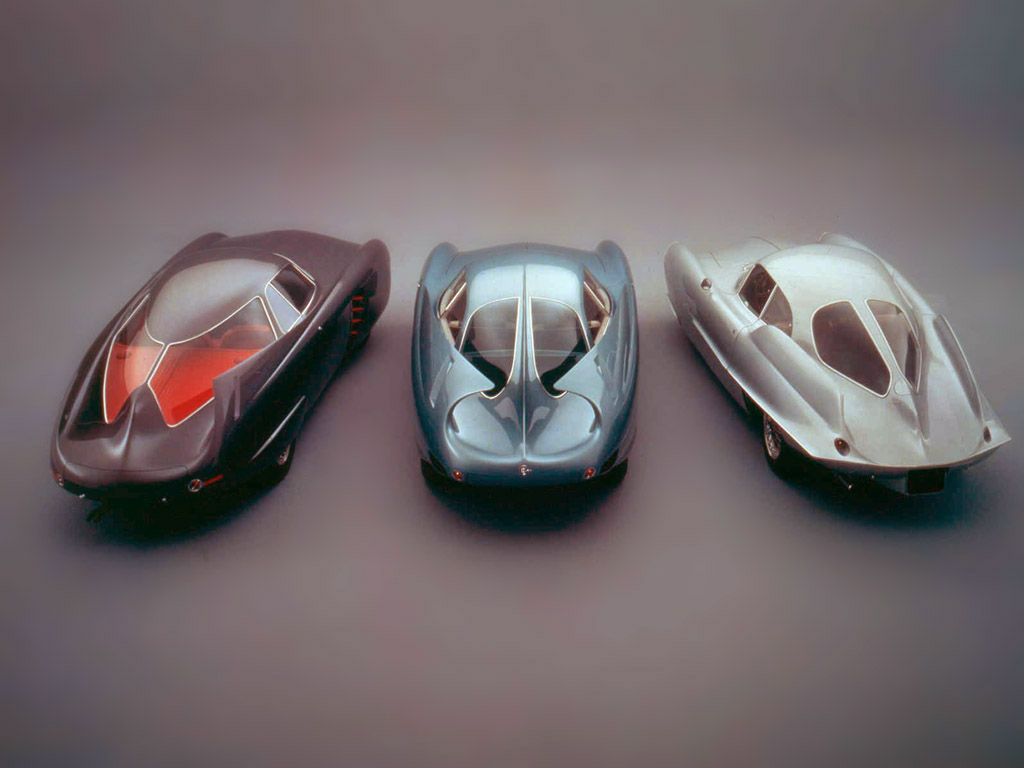
左からB.A.T.5、B.A.T.7、B.A.T.9

アルファロメオ・B.A.T（The Alfa Romeo BAT (もしくは Berlina Aerodinamica Tecnica) )はアルファロメオが1953年から1955年にかけて制作した一連のデザインスタディシリーズである。

## 概要
末尾の数字は設計番号を表しており、1〜9までの全てのバージョンが存在したと記録が残っている。しかし、試作車の製作まで漕ぎ着けたのは5,7,9の3モデルのみだった。このモデルはモックアップではなくエンジンを搭載した走行可能モデルであり、シャシーやパワートレインは1900Cスプリントのものが使用された。デザインは3台ともフランコ・スカリオーネによるもの。 トリノショー後、3台はアルファロメオやスカリオーネが在籍していたベルトーネのもとではなく個人コレクターへと随時譲渡された。その後アメリカのコレクターがそれぞれ保管し、1980年代はカリフォルニア州のミュージアムに展示されていた。バブル期には日本で行われたオークションに出品されるも落札額には届かず、再びアメリカのミュージアムへと戻った。 2020年にRMサザビーズが主催するオークションに3台まとめて登場し、約15億5000万円で落札された。

## B.A.T.5
アルファロメオ・B.A.T.5は1953年5月のトリノショーで発表された。高速走行時の気流の乱れを防ぐための尖ったフロントノーズやほのかに膨らんだポンツーンフェンダー、大きく湾曲したリアウィンドウにシャークフィンを備えたデザインは、双胴の航空機を思い起こさせる。ヘッドライトはフロントノーズに隠されており、点灯時にはグリル側に現れるリトラクタブル式になっている。Cd値は0.23を記録し、最高速度は200km/h、0-60mphは13秒。

## B.A.T.7
アルファロメオ・B.A.T.7はB.A.T.5発表の翌1954年にトリノショーで発表された。前年のB.A.T.5に採用した航空力学の考え方をさらに発展および洗練させたもので、Cd値は0.19まで向上した。 B.A.T.5とデザインコンセプトは同じだが、フロントノーズを50mm以上低くしてインテーク開口部を狭く取り、シャークフィンは大きく内側にロールしている。

## B.A.T.9
アルファロメオ・B.A.T.9は1955年のトリノショーで発表された。B.A.T.5、B.A.T.7とは異なる市販車に寄せたデザインとなっており、ヘッドライトは固定式に、リアのシャークフィンは後方視界のために縮小化されるなど、デザインコンセプトを活かしながらロードカーへと寄せた形となった。また、B.A.T.シリーズでは初めて、アルファロメオを象徴する逆三角形型のフロントグリルが装備された。

## B.A.T.11
アルファロメオ・B.A.T.11は2008年のジュネーブモーターショーで発表された。8Cコンペティツィオーネをベースにしており、かつてのB.A.T.シリーズのデザイン要素を多く取り入れている。 B.A.T.11はかつてB.A.T.9を所有していたGary Kaberleの資金提供によって開発された。Garyは歯科医として働き、念願だったB.A.T.9を購入したが、妻の癌治療の資金不足のためB.A.T.9を売却。しかし、その後車のことが忘れられず、ベルトーネにB.A.T.シリーズの新しいモデルを依頼。8Cをベースに開発が行われた。

## 参照
1. ↑  “The Fall of Bertone”. Road & Track:  72–80. (November 2014).
2. 1 2  https://vague.style/post/30853
3. 1 2 3  https://www.alfaromeo-japan.jp/alfatribe/brand-story/sothebys/
4. ↑  https://www.ultimatecarpage.com/car/3807/Alfa-Romeo-B.A.T.-11-Bertone-Coupe.html